# Pökelinjektor
Ein Pökelinjektor (auch Pökelspritzmaschine genannt) ist eine Maschine, mit der Pökellake in Fleisch oder Gemüse gespritzt wird.
Das Fleisch oder Gemüse wird auf einen Rechen gelegt. Nach dem Einzug in die Maschine werden die Nadeln (Innendurchmesser > 1 mm) in das Nahrungsmittel gestochen. Beim Zurückziehen der Nadeln wird die Lake mit Druck eingespritzt. Je nach Bedarf gibt es im Nadelbalken zwischen einer und über hundert Nadeln; daneben variiert die Breite der Maschine, um auch größere Stücke pökeln zu können.
Sicherheits- und Hygieneanforderungen für Pökelspritzmaschinen werden in der Norm DIN EN 13534 im Dezember 2006 beschrieben und wurde im Februar 2011 erneuert.